# Территория Саарского бассейна
Территория Саарского бассейна (фр. Le Territoire du Bassin de la Sarre), Саарская область (нем. Saargebiet) — территория Германии, которая после Первой мировой войны была оккупирована Великобританией и Францией и с 1920 по 1935 год находилась под управлением Лиги Наций. Управляемая территория в целом соответствовала современной земле Саар, входящей в состав ФРГ, её административным центром являлся город Саарбрюккен. После плебисцита 1935 года территория была возвращена Германии.

## Политическое устройство
В соответствии с Версальским договором 1919 года, территория Саарского бассейна подлежала оккупации англо-французскими войсками и передавалась на 15 лет под управление Лиги Наций, а саарские угольные шахты были отданы Франции. В этот период Саар управлялся комиссией из пяти человек (Regierungskommission), составленной из представителей оккупационных сил. В соответствии со статьями Версальского договора, в комиссию должны были входить как минимум один француз и как минимум один немец из числа жителей территории. По окончании пятнадцатилетнего периода статус территории должен был быть определён путём плебисцита. Во время этого пятнадцатилетнего периода на территории Саара действовала своя валюта — саарский франк. Существовал также выборный законосовещательный орган — земельный совет (Landesrat).

### Политические партии
- Социал-демократическая партия Саарской области (Sozialdemokratische Partei des Saargebietes)
- Центристская партия Саарской области (Zentrumspartei des Saargebietes)
- Немецкая демократическая партия Саарской области (Deutsche Demokratische Partei des Saargebietes), в 1922 году объединилась с ЛНП в Немецко-саарландскую народную партию (Deutsch-Saarländische Volkspartei, DSVP)
- Либеральная народная партия (Liberale Volkspartei), в 1922 году объединилась с НДП Саарской области в Немецко-саарландскую народную партию
- Национал-социалистическая немецкая рабочая партия Саарской области (Nationalsozialistische Deutsche Arbeiterpartei des Saargebietes)
- Немецкая национальная народная партия Саарской области (Deutschnationale Volkspartei des Saargebietes)
- Коммунистическая партия Саарской области (Kommunistische Partei des Saargebietes)

### Председатели комиссии
Саар управлялся следующими председателями управляющей комиссии:
- Виктор Ро, Франция (26 февраля 1920 — 31 марта 1926)
- Джордж Вашингтон Стивенс, Канада (1 апреля 1926 — 9 июня 1927)
- Сэр Эрнест Колвилл Коллинс Вилтон, Великобритания (9 июня 1927 — 31 марта 1932)
- Сэр Джеффри Джордж Нокс, Великобритания (1 апреля 1932 — 28 февраля 1935)

## Административное деление
Территория Саара делилась на:
- Городские районы:
  - Саарбрюккен
- Районы
  - Мерциг
  - Отвайлер
  - Саарбрюккен
  - Саарлуис
  - Санкт-Вендель

## Правовая система
Высшая судебная инстанция — Верховный Суд Правосудия Саарской Области (Oberster Gerichtshof für das Saargebiet).

## Плебисцит и воссоединение с Германией
Римский пакт Муссолини-Лаваля ободрил германское руководство. Его официальная позиция, выраженная в немецкой печати, гласила, что римский пакт означает «коренную перемену в политическом механизме Европы»: он устанавливает «новый курс французской политики в отношении Германии». «Теперь имеется перспектива, — гласила передовая статья „Berliner Tageblatt“ от 10 января 1935 г., — что Италия и Франция, приноравливаясь друг к другу, пожелают совместно выступить в дискуссии о вооружениях… Мы не сомневаемся, — заключала газета, — что в отношении Германии будет проявлена максимальная тактичность»
Правительство Рейха решило при такой благоприятной обстановке заняться подготовкой плебисцита по вопросу Саара
Как в Саарланде, так и во Франции немецкая агентура развернула мощную кампанию за присоединение Саара к Германии. Ещё в 1934 г. «бюро» Риббентропа дало задачу своему куратору по французским вопросам, Отто Абецу, организовать германскую «пятую колонну» во Франции. Женатый на француженке, вхожий в круг французской промышленной, финансовой элиты, Абец энергично принялся за свою работу. Он пользовался при этом особой поддержкой графа де Полиньяка, связанного с Риббентропом. В кругу своих французских друзей Абец доказывал, что Германия — единственный защитник Европы против коммунизма. Скоро у Абеца установились связи с «Боевыми крестами» и с теми организациями, в которых преобладало фашистское влияние, — Союзом бывших фронтовиков, Лигой налогоплательщиков и др. Представителю французского Союза бывших фронтовиков, депутату Жану Гуа, он вручил личное приглашение Гитлера приехать в Берлин. Жан Гуа отправился в столицу Германии вместе с членом парижского муниципалитета Мунье; там они были приветливо приняты Гитлером.
В конце ноября 1934 года в Париже состоялась встреча министров иностранных дел Германии и Франции Риббентропа и Лаваля. Они достигли соглашения по вопросу о плебисците в Саарланде. Риббентроп добился от Лаваля обещания отказаться от требования второго плебисцита в Сааре через 10 лет, если в первом туре большинство жителей решит присоединиться к Германии. В свою очередь Риббентроп заверил французское правительство, что после проведения плебисцита Германия не будет иметь территориальных претензий к Франции. Внешним проявлением этого соглашения стало заявление Лаваля от 11 января 1935 года о том, что Франция не заинтересована в исходе плебисцита в Сааре.
Плебисцит состоялся 13 января 1935 года.
Точные результаты
|                                | количество проголосовавших | доля, %     |
| за присоединение к Германии    | 477’089                    | 90,73       |
| за статус-кво                  | 46’613                     | 8,87        |
| за присоединение к Франции     | 2’124                      | 0,4         |
| недействительных бюллетеней    | 2’161                      | -           |
| всего проголосовавших          | 527’987                    | 100 (97,99) |
| всего имеющих право голосовать | 539’542                    | 100         |

Столь благоприятный для Германии исход голосования обеспечен был прежде всего работой её агентуры; он был достигнут огромными денежными затратами, широко развёрнутой пропагандой Геббельса, поддержанной местными католическими кругами (которые боялись коммунизма больше, чем Гитлера) и применением террора против политических оппонентов национал-социализма (в частности против тех, кто перебрался в Саар после 1933)
На исход плебисцита оказало влияние и самоустранение в этом вопросе Англии и Италии.
Лига наций лишь подтвердила то, что произошло. Согласно её решению от 17 января 1935, с 1 марта 1935 Саар переходил к Германии.
А германская печать, отражая позицию своего руководства, высказывала следующие мнения:
Теперь мы отобрали Саарскую область; мы отберём и Эльзас-Лотарингию, и Данцигский коридор, и Мемельскую область, и немецкую Чехию— газета «Münchener Zeitung»
После саарского голосования начинается борьба за северный Шлезвиг— газета «Nord-Schleswigsche Zeitung»
Центральный орган национал-социалистической партии «Völkischer Beobachter» требовал народного голосования в «восточном Сааре», именуя так Мемельскую область.
Итоги плебисцита обсуждались на совещании Гитлера с его ближайшими соратниками. Общее мнение было таково, что уже можно пойти на риск открытых нарушений Версальского договора и прежде всего в вопросе вооружения в Германии.